# Telephanus consimilis
Telephanus consimilis es una especie de coleóptero de la familia Silvanidae.

## Distribución geográfica
Habita en Haití.